# William Belleau
William Belleau (* 15. April 1982 in Williams Lake, British Columbia) ist ein kanadischer Theater- und Filmschauspieler.

## Leben
William Belleau wurde als Sohn von Marilyn und Dave Belleau, Angehörigen der Residential School Survivors, in Williams Lake geboren. Er wuchs in einem Reservat am Alkali Lake im Zentrum von British Columbia auf. Eine Cousine von ihm arbeitet als Lehrerin an der örtlichen Sxoxomic Community School. Später zog die Familie nach Edmonton. Seine ersten Schritte im Schauspiel machte er auf den Bühnen der Theatergruppe der High School. So übernahm er unter anderem Hauptrollen in Weihnachtsstücken. 2003 übernahm er eine Kleinstrolle in dem Fernsehfilm DreamKeeper. Dieses eröffnete ihm die Möglichkeit, auch als Bühnendarsteller zu arbeiten. Mit seinen Ersparnissen aus einem Teilzeitjob finanzierte er einen Flug nach Orlando, Florida, wo er auf einem Talentwettbewerb vorsprach. Er überzeugte und erhielt ein Teilstipendium. Von 2006 bis 2008 studierte er daher am The New York Conservatory for Dramatic Arts. Er war der erste indigene Absolvent der Einrichtung. Nach seinem Abschluss zog er nach Vancouver. Seit Mai 2014 arbeitet er hauptberuflich bei Vector Corrosion Technologies in Winnipeg.
Ab 2009 wirkte Belleau in einigen Fernsehserien mit und erhielt 2010 eine Nebenrolle in Eclipse – Biss zum Abendrot. Im Folgejahr war er im Tierhorrorfernsehfilm Ice Road Terror in der Rolle des Tyee zu sehen, der Opfer einer Riesenechse wird. In den nächsten Jahren folgten Episodenrollen unter anderen in The Killing, Primeval: New World oder Arctic Air sowie Mitwirkungen in einer Reihe von Kurzfilmen. 2016 stellte er in vier Episoden der Fernsehserie Frontier die Rolle des Dimanche dar. Eine weitere größere Serienrolle als Hank Gillis durfte er 2021 in der Fernsehserie Home Before Dark verkörpern. Im selben Jahr war er außerdem als Bob Farrior im Spielfilm The Unforgivable zu sehen. 2022 folgte eine Nebenrolle in Fresh. 2023 spielte er Henry Roan in Martin Scorseses Killers of the Flower Moon.

## Filmografie (Auswahl)
- 2003: DreamKeeper (Fernsehfilm)
- 2009: American Experience (Fernsehdokuserie, Episode 21x05)
- 2009: Freedom Riders (Fernsehserie)
- 2010: Eclipse – Biss zum Abendrot (The Twilight Saga: Eclipse)
- 2011: Ice Road Terror (Fernsehfilm)
- 2011: Psych (Fernsehserie, Episode 6x06)
- 2012: The Killing (Fernsehserie, Episode 2x07)
- 2012: Primeval: New World (Fernsehserie, Episode 1x02)
- 2012: The Dancing Cop (Kurzfilm)
- 2013: Arctic Air (Fernsehserie, Episode 2x02)
- 2013: The Blanketing (Kurzfilm)
- 2014: Wool (Kurzfilm)
- 2015: Go with Me
- 2015: Diablo
- 2015: The Legend of Davy Crockett (Fernsehfilm)
- 2016: Frontier (Fernsehserie, 4 Episoden)
- 2017: Imaginary Mary (Fernsehserie, Episode 1x08)
- 2017: Scalped (Fernsehfilm)
- 2017–2018: Van Helsing (Fernsehserie, 2 Episoden)
- 2018: The Man in the High Castle (Fernsehserie, Episode 3x01)
- 2018: Loudermilk (Fernsehserie, Episode 2x05)
- 2019: Supergirl (Fernsehserie, Episode 4x18)
- 2019: Blood Quantum
- 2019: Thunderbird
- 2021: Home Before Dark (Fernsehserie, 3 Episoden)
- 2021: The Unforgivable
- 2022: Fresh
- 2023: Killers of the Flower Moon